# Kobrezja
Kobrezja (Kobresia Willd.) – rodzaj roślin z rodziny ciborowatych (turzycowatych) wyróżniany w niektórych systemach, współcześnie włączony do szeroko ujmowanego rodzaju turzyca Carex. Zaliczano tu ok. 30–50 gatunków. Zasięg rodzaju obejmował wysokie góry na półkuli północnej, zwłaszcza w Azji, oraz obszary pod wpływem klimatu okołobiegunowego. We florze Polski rodzaj nie jest reprezentowany – z rejonu Morskiego Oka w Tatrach błędnie informowano o występowaniu kobrezji turzycowatej K. caricina. 
Nazwa rodzaju upamiętnia niemieckiego bibliofila – J. P. von Cobresa (1747–1823).

## Systematyka
Rodzaj zaliczany był do rodziny ciborowatych Cyperaceae, zwanych też turzycowatymi. W obrębie rodziny klasyfikowany był do podrodziny Cyperoideae i plemienia Cariceae. Był jednym z 5 tradycyjnie wyróżnianych w obrębie plemienia rodzajów – obok najbardziej zróżnicowanego rodzaju turzyca Carex oraz Cymophyllus, Schoenoxiphium i Uncinia. Badania molekularne wykazały, że w takim tradycyjnym ujęciu rodzaj Carex jest parafiletyczny, pozostałe są w nim zagnieżdżone, przy czym Kobresia jest gradem – w efekcie wszystkie rodzaje w obrębie plemienia łączone są w jeden – turzyca Carex. Dzieli się on na dwa klady. Klad bazalny obejmuje dawny rodzaj Schoenoxiphium i część gatunków z sekcji Psyllophora. Kolejne trzy klady obejmują: 1) podrodzaje Carex, Vigneastra, część podrodzaju Psyllophora; 2) podrodzaj Vignea i część podrodzaju Psyllophora oraz 3) Uncinia, Kobresia, część podrodzaju Psyllophora. 